# Jean-Baptiste Wicar

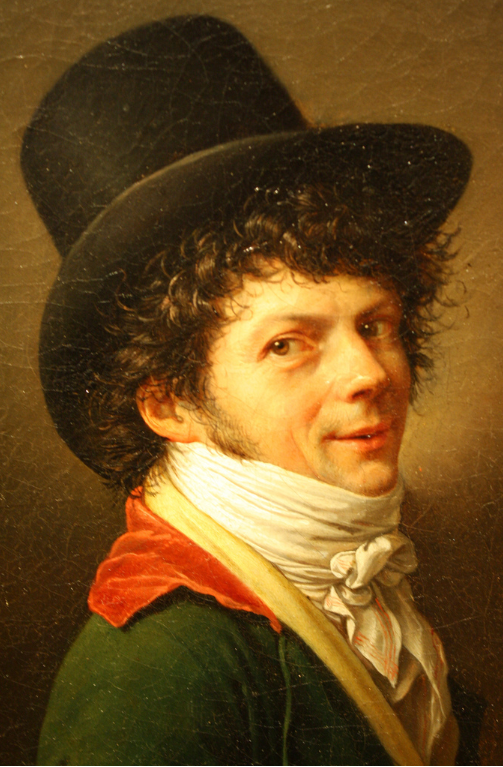
Selbstporträt von Jean-Baptiste Wicar, 1796

Jean-Baptiste Wicar, eigentlich Jean-Baptiste Joseph Wicar (* 22. Januar 1762 in Lille, Département Nord; † 27. Februar 1834 in Rom) war ein französischer Maler des Neoklassizismus.

## Leben
Wicar stammte aus einer alteingesessenen Arbeiterfamilie; sein Vater war Zimmermann. Seinen ersten künstlerischen Unterricht erfuhr Wicar an einer privaten Zeichenschule in seiner Heimatstadt. Später ging er nach Paris und wurde dort u. a. Schüler von Jacques-Louis David.
Trotz der politisch unruhigen Zeiten konnte sich Wicar bald einen Namen machen. Napoleon wurde auf ihn aufmerksam und betraute ihn 1794 mit der Leitung einer Expertengruppe. Diese Kommission sollte nach dem ersten Koalitionskrieg in den österreichischen Niederlanden die erbeuteten Kunstschätze sichten und nach Frankreich überführen. Anlässlich des Italienfeldzugs war Wicar in ähnlicher Funktion Mitglied der von Napoleon eingerichteten Kommission.
1800 ließ sich Wicar in Rom nieder. Während der folgenden sechs Jahre avancierte er dort zu einem der wichtigsten Porträtisten im napoleonischen Einzugsbereich. Als 1806 Joseph Bonaparte zum König von Italien ernannt worden war, war eine seiner ersten Amtshandlungen, Wicar zum Präsidenten der Académie des Beaux-Arts von Neapel zu berufen. 1809 gab Wicar dieses Amt auf und kehrte nach Rom zurück. Er starb am 27. Februar 1834 mit 72 Jahren und fand dort auch seine letzte Ruhestätte.

## Rezeption
Gerade mit seinen Porträts hatte Wicar sehr viel Erfolg, stand aber künstlerisch immer etwas im Schatten seines Lehrers Jacques-Louis David.
Neben seinen eigenen Werken ist Wicar heute auch noch als Sammler bekannt. Seine Kunstsammlung umfasste um die 1500 Bilder. Der größte Teil davon ging nach Wicars Tod als Erbe an dessen Heimatstadt Lille. Die dortige Gelehrtengesellschaft Société des sciences, de l’agriculture et des arts wurde mit der Verwaltung betraut und 1866 wurde dieses Erbe als Musée Wicar im Palais des Beaux-Arts der Öffentlichkeit präsentiert.
Wicars Wohnung und Atelier in Rom wird von der Académie des Beaux-Arts verwaltet und steht u. a. Stipendiaten für einen Studienaufenthalt zur Verfügung.

## Werke (Auswahl)
Staatliche bzw. kirchliche Aufträge
- Johannes der Täufer und der heilige Sebastian für die Kirche von Boutigny-sur-Essonne (Département Essonne).
- Vermählung Marias für die Kapelle des Heiligen Rings im Dom von Perugia

Porträts
- Marie-Julie Bonaparte und ihre Töchter Zenaïde und Charlotte. 1815.
- Jacques-Louis David. 1801.
- Joachim Murat.
- Carlotta Bonaparte. 1815.